# Giambattista Rodio
Il marchese Giambattista Rhodio (Catanzaro, 1779 – Napoli, 27 aprile 1806) è stato un militare italiano.

## Biografia
Dapprincipio aderì alla Repubblica Napoletana, ma poco dopo passò all'esercito sanfedista e divenne brigadiere.
Dopo aver conquistato Capua e Gaeta, mosse verso Roma, ma a Marino fu fermato dal generale Pierre Dominique Garnier. Il mese dopo entrò comunque in Roma con Bourard.
Dal 1801 fu preside della provincia di Teramo in cui mandò a vuoto la congiura dei fratelli Francesco e Vincenzo Pignatelli. Dal 1802 fu commissario in Puglia e luogotenente reale in Abruzzo dal 1805.
Nel 1806 tentò di sollevare i pugliesi, ma fu catturato dai Francesi.
Accusato di collusione col brigantaggio, in un primo momento fu assolto, ma il 27 aprile subì un nuovo processo in cui fu condannato e immediatamente fucilato.
La famiglia Rhodio alla quale apparteneva fu feudataria dei territori di Catanzaro, Amato e Squillace. Tutt'ora si attestano forme e dirette discendenze del cognome nobile.